# Жан Луј Баро
Жан Луј Баро (фр. Jean-Louis Barrault; 8. септембар 1910 - 22. јануар 1994) био је француски глумац, филмски редитељ  и пантомимичар, што му је било корисно кад је глумио пантомимичара из 19. века Жан Гаспар Дебироа у филму Марсела Карнеа „Les Enfants du Paradis“ („Деца Раја“, 1945) и био је део интернационалне поставе у „The Longest Day“ („Најдужи дан“, 1962).
Жан Луј Баро је студирао са Шарл Диланом у чијим је трупама глумио од 1933. до 1935. Када је имао 25 година, упознао је и студирао са пантомимичаром Етиен Декруом. Од 1940. до 1946. године био је члан француског театра (Comédie-Française), где је био редитељ у продукцијама „Сатенске папучице“ („Le Soulier de satin“) Пол Клода и „Федре“ („Phèdre“) Жан Расина, двема представама које су га прославиле.
Именован је за управника Француског позоришта (1959-68), да би потом био управник и у више париских позоришта од 1972. до 1981. године .
Током своје каријере глумио је у скоро 50 филмова укључујући „Лепи дани“ („Les beaux jours“), „Џени“ („Jenny“), „Злато у планини“ („L'Or dans la Montagne“) и „Под очима запада“ („Sous les Yeux d'occident“).
Оженио је глумицу Меделен Рено 1940. године. Заједно су основали неколико позоришта и ишли су интензивно на турнеје, укључујући и у Јужној Америци.
Био је ујак глумице Мари Кристин Баро (Marie-Christine Barrault) и понекад спонзор Питера Брука (Peter Brook). Умро је у 83. години од срчаног удара у Паризу. Жан Луј Баро је сахрањен са његовом женом у Паризу.
Жан Луј Баро, „Осврт на позориште“ („Reflections on the Theatre“):
„Заправо, најкомпликованије је урадити једноставне ствари добро. Читање, на пример. Да можете да прочитате тачно све што је написано без изостављања ичега што је написано и у исто време без додавања нечег свог. Да можете да ухватите тачан контекст сваке речи које читате. Да можете да читате!“
Баро у „Кроз париске очи: Осврт на савремену француску уметност и културу“ (Through Parisian Eyes: Reflections on Contemporary French Arts and Culture) Мелинде Камбер Портер (Melinda Camber Porter):
„Када се пробудим ујутру желим да осетим глад за животом. Жеља је то што ме покреће. Када одем на спавање, осећам као да сам доживео малу смрт, тако да могу да се пробудим ујутру обновљен и препорођен.“

## Филмографија
| Година | Назив                            | Улога                      | Редитељ                          |
| ------ | -------------------------------- | -------------------------- | -------------------------------- |
| 1936   | Mayerling                        | студент                    | Anatole Litvak                   |
| 1936   | Street of Shadows                | луда муштерија             | G. W. Pabst                      |
| 1936   | Beethoven's Great Love           | Карл Ван Бетовен           | Abel Gance                       |
| 1937   | Bizarre, Bizarre                 | Вилијам Крампс             | Marcel Carné                     |
| 1937   | Pearls of the Crown              | млади Наполеон             | Sacha Guitry and Christian-Jaque |
| 1938   | Le puritain                      | Францис Феритер            | Jeff Musso                       |
| 1938   | Orage                            | Африканац                  | Marc Allégret                    |
| 1942   | La Symphonie fantastique         | Хектор Берлиоз             | Christian-Jaque                  |
| 1945   | Children of Paradise             | Баптист Дебиро             | Marcel Carné                     |
| 1948   | Man to Men                       | Анри Динан                 | Christian-Jaque                  |
| 1950   | La Ronde                         | Роберт Кухленкампф, песник | Max Ophüls                       |
| 1954   | Royal Affairs in Versailles      | Фенелон                    | Sacha Guitry                     |
| 1959   | The Doctor's Horrible Experiment | Доктор Корделије / Опал    | Жан Реноар                       |
| 1961   | Le Miracle des loups             | Луј XI                     | André Hunebelle                  |
| 1962   | The Longest Day                  | Отац Руланд                | Ken Annakin                      |
| 1966   | Chappaqua                        | Доктор Беноа               | Conrad Rooks                     |
| 1982   | That Night in Varennes           | Николас-Едме Ретиф         | Ettore Scola                     |